# Балка Гаркушина
Балка Гаркушина — балка (річка) в Україні в Томаківському й Солонянському районах Дніпропетровської області. Права притока річки Комишуватої Сури (басейн Дніпра).

## Опис
Довжина балки приблизно 6,90 км, найкоротша відстань між витоком і гирлом — 6,37 км, коефіцієнт звивистості річки — 1,08. Формується декількома струмками та загатами. На деяких ділянках балка пересихає.

## Розташування
Бере початок на північно-західній стороні від села Крутеньке. Тече переважно на північний схід через село Гаркушине й на південно-західній околиці селища Новопокровка впадає в річку Комишувату Суру, праву притоку річки Мокрої Сури.

## Цікаві факти
- Від витоку балки на східній стороні на відстані приблизно 923 м пролягає автошлях Т 0420[3] (автомобільний шлях територіального значення у Дніпропетровській області. Пролягає територією Криничанського, Солонянського та Томаківського районів через Одарівку — Новопокровку — Томаківку — Вищетарасівку. Загальна довжина — 108,6 км.).
- У XX столітті на балці існували скотний двір та газова свердловина[2].